# Björn Phau
Björn Phau (Darmstadt, 4 oktober 1979) is een tennisser uit Duitsland. Hij heeft nog geen ATP-toernooi gewonnen, maar al wel in een finale gestaan van een dubbelspeltoernooi. Hij deed ook mee aan enkele grandslamtoernooien, zowel in enkelspel als in dubbelspel. Hij heeft ook zeven challengers in het enkelspel en negen challengers in het dubbelspel op zijn naam staan.

## Jaarverslagen

### 1997
Speelde in enkele Duitse Futures toernooien.

### 1998
Maakte zijn ATP debuut met een Wildcard op het ATP-toernooi van Chennai (verloor van Leander Paes). Bereikte twee halve finales in futures toernooien met een record van 11-8.

### 1999
Won zijn eerste ATP-wedstrijd als een Wild card op het ATP-toernooi van Stuttgart (versloeg Adrian Voinea, verloor van Francisco Clavet). Hij kwalificeerde zich voor het ATP-toernooi van Washington, waar hij de derde ronde bereikte (versloeg Roger Federer en Laurence Tieleman, verloor van Andre Agassi). Won een futures toernooi in Decatur (versloeg Tom Chicoine). In het dubbelspel won hij een futures toernooi in Augsburg (met zijn partner Lars Uebel). Hij was finalist in de futures toernooi van Trier (met zijn partner Markus Wilsperger).

### 2000
Speelde in vier ATP toernooien, inclusief zijn Roland Garros-debuut als een gekwalificeerde speler (verloor van Bohdan Ulihrach). Zijn beste challengers resultaat dit jaar was op Austin (verloor van: Xavier Malisse).

### 2001
Kwalificeerde zich voor het ATP-toernooi van Adelaide en voor het US Open, in beide toernooien behaalde hij de tweede ronde. In Adelaide won hij van Todd Woodbridge maar verloor hij van Lleyton Hewitt, op de US open won hij van Thomas Enqvist maar verloor hij van Jiří Novák. Hij won de challenger van The Bronx (versloeg Andy Ram).

### 2002
Won zijn eerste ATP master series wedstrijd op het ATP-toernooi van Hamburg (versloeg Albert Portas, verloor van Lleyton Hewitt). Hij was finalist in de challengers van Osaka (verloor van Takao Suzuki) en Eckental (verloor van Lars Burgsmüller). Hij maakten zijn ATP dubbelspel debuut op het ATP-toernooi van Hamburg (met zijn partner Philipp Petzschner).

### 2003
Speelde zijn eerste Australian Open als een gekwalificeerde speler (verloor van Fabrice Santoro). Bereikte de tweede ronde op het ATP-toernooi van Tokio. Bereikte de finale van de challenger op Weiden (verloor van Tomas Behrend).

### 2004
Had voor de eerste keer een positief winst-verlies record bij ATP toernooien, namelijk 5-4. Beste resultaat was de kwartfinale op het ATP-toernooi van Tokio (versloeg Tasuku Iwami, Andrei Pavel en Jan-Michael Gambill, verloor van Bohdan Ulihrach). Hij bereikte ook de tweede ronde op het ATP-toernooi van Stuttgart en op het ATP-toernooi van Delray Beach. Bereikte de finale van de challenger van Ljubljana (verloor van Jiří Vaněk). Had een record van 30-25 bij de challengers. Won in het dubbelspel de challenger van Istanboel (met zijn partner George Bastl).

### 2005
Eindigde dit jaar met zijn beste eindejaarsranking, namelijk no. 82, nadat hij tien wedstrijden won in ATP toernooien. Zijn hoogtepunt van dit seizoen was de halve finale op het ATP-toernooi van Tokio (versloeg no. 21 in de kwartfinale, Robby Ginepri, verloor van Mario Ančić). Hij bereikte de tweede ronde van Australian Open en US Open, beiden als een gekwalificeerde speler. Hij won ook één challenger toernooi. Op het Australian open won hij van Albert Costa, maar verloor van Mario Ančić. Op de US Open won hij van Alexander Popp, maar verloor van Jarkko Nieminen. Zijn challenger won hij in Busan.

### 2006
Bereikte een persoonlijke record, met een hoge eindejaarsranking. Opende het seizoen met de kwartfinale in het ATP-toernooi van Chennai (verloor van de latere finalist Carlos Moyá). Bereikte de kwartfinale in het ATP-toernooi van San José (verloor van Andy Roddick).  Op het ATP-toernooi van Dubai won hij voor het eerst in zijn carrière van een top tien speler, dit namelijk in de tweede ronde (versloeg Andre Agassi, verloor in de kwartfinale van Rainer Schüttler). Met Dubai startte hij een serie op van zes toernooien waar hij ten minste in de tweede ronde van zat. In april op gravel bereikte hij zijn tweede halve finale van zijn carrière op het ATP-toernooi van Casablanca (verloor van Nicolás Massú). In de US Open versloeg hij in de eerste ronde Jeff Morrison, maar verloor in de tweede ronde van Xavier Malisse. Hij bereikte de kwartfinale van het ATP-toernooi van Tokio (verloor van Tomáš Berdych) en de finale in de challenger van Seoel (verloor van Lee Hyung-taik). In het dubbelspel bereikte hij de finale van het ATP-toernooi van München (partner Alexander Peya). Hij bereikte de halve finale van het ATP-toernooi van Chennai (met zijn partner Lee Hyung-taik) en de kwartfinale op Roland Garros (partner Alexander Peya). Op Roland Garros wonnen ze zelfs van een top tien team, namelijk Fabrice Santoro en Nenad Zimonjić. Verdiende dit jaar US$ 348.695.

### 2007
Bereikte dit jaar één finale in een challenger en twee halve finales in andere challengers.

### 2008
Had een record van 34-22 in challengers, bereikte twee finales en vier halve finales in challengers. Zijn beste ATP-resultaat was de halve finale op het ATP-toernooi van Peking.

### 2009
De Duitse veteraan won dit jaar twaalf ATP matchen en twaalf challengers matchen. Stond in de top 100 van 2 februari t/m 28 september. Opende het seizoen met een kwartfinale op het ATP-toernooi van Chennai, gevolgd door een kwalificatie voor de Australian Open. In maar kwalificeerde hij zich voor de ATP masters toernooien van Indian Wells en Miami. Bereikte de halve finale op het ATP-toernooi van Houston. Won daarna geen matches meer tot augustus, wanneer hij de derde ronde bereikt van het ATP-toernooi van New Haven (verloor van Sam Querrey). Eindigde het seizoen met een kwartfinale op het ATP-toernooi van Sint-Petersburg (verloor van Serhij Stachovsky) en een halve finale op de challenger van Astana.

### 2010
De Duitse veteraan eindigde dit jaar juist uit de top 100, met zijn tot nu toe beste resultaat op niveau van challengers. Hij won twee challengers op gravel op Italiaanse grond, namelijk in Biella (versloeg Simone Bolelli) en in Alessandria (versloeg Carlos Berlocq). Bereikte de kwartfinale of beter op acht challengers. Had een record van 27-14 in challengers en 9-13 in ATP toernooien, met daar zijn beste resultaat de kwartfinale op het ATP-toernooi van Boekarest (verloor van de latere winnaar van het toernooi, Juan Ignacio Chela).

## Palmares

### Palmares enkelspel
| Legenda                       | Legenda               |
| ----------------------------- | --------------------- |
| Grand Slam                    |                       |
| Olympische Spelen             |                       |
| tot 2009                      | vanaf 2009            |
| Tennis Masters Cup            | ATP Finals            |
| ATP Masters Series            | ATP Tour Masters 1000 |
| ATP International Series Gold | ATP Tour 500          |
| ATP International Series      | ATP Tour 250          |

| Nr.                  | Datum            | Toernooi    | Ondergrond    | Tegenstander in finale | Score          |
| -------------------- | ---------------- | ----------- | ------------- | ---------------------- | -------------- |
| Gewonnen challengers |                  |             |               |                        |                |
| 1.                   | 13 augustus 2001 | Bronx       | Hardcourt     | Andy Ram               | 6-2, 6-4       |
| 2.                   | 31 oktober 2005  | Busan       | Hardcourt     | Simon Greul            | 6-1, 6-2       |
| 3.                   | 10 mei 2010      | Biella      | Gravel        | Simone Bolelli         | 6-4, 6-2       |
| 4.                   | 24 mei 2010      | Alessandria | Gravel        | Carlos Berlocq         | 7-66, 2-6, 6-2 |
| 5.                   | 20 juni 2011     | Marburg     | Gravel        | Jan Hájek              | 6-4, 2-6, 6-3  |
| 6.                   | 23 januari 2012  | Heilbronn   | Hardcourt (I) | Ruben Bemelmans        | 64-7, 6-3, 6-4 |
| 7.                   | 13 februari 2012 | Bergamo     | Hardcourt (I) | Aleksandr Koedrjavtsev | 6-4, 6-4       |

### Palmares dubbelspel
| Nr.                          | Datum            | Toernooi    | Ondergrond    | Partner            | Tegenstanders in finale                | Score             |         |
| ---------------------------- | ---------------- | ----------- | ------------- | ------------------ | -------------------------------------- | ----------------- | ------- |
| verloren finales herendubbel |                  |             |               |                    |                                        |                   |         |
| 1.                           | 7 mei 2006       | ATP München | Gravel        | Alexander Peya     | Andrei Pavel Alexander Waske           | 4-6, 2-6          | details |
| Gewonnen challengers         |                  |             |               |                    |                                        |                   |         |
| 1.                           | 6 september 2004 | Istanboel   | Hardcourt     | George Bastl       | Daniele Bracciali Fred Hemmes          | 6-1, 6-2          |         |
| 2.                           | 24 oktober 2005  | Seoel       | Hardcourt     | Alexander Peya     | Rik De Voest Łukasz Kubot              | 0-6, 6-4, [10-7]  |         |
| 3.                           | 30 oktober 2006  | Seoel       | Hardcourt     | Alexander Peya     | Florin Mergea Danai Udomchoke          | 6-4, 6-2          |         |
| 4.                           | 6 november 2006  | Busan       | Hardcourt     | Alexander Peya     | Sanchai Ratiwatana Sonchat Ratiwatana  | 63-7, 6-3, [10-6] |         |
| 5.                           | 8 oktober 2007   | Rennes      | Hardcourt (I) | Philipp Petzschner | Filip Polášek Igor Zelenay             | 6-2, 6-2          |         |
| 6.                           | 28 januari 2008  | Dallas      | Hardcourt (I) | Benedikt Dorsch    | Scott Lipsky David Martin              | 6-4, 6-4          |         |
| 7.                           | 16 juni 2008     | Recanati    | Hardcourt     | Benedikt Dorsch    | Xin-Yuan Yu Shao-Xuan Zeng             | 6-3, 7-5          |         |
| 8.                           | 20 juni 2011     | Marburg     | Gravel        | Martin Emmrich     | Federico Delbonis Horacio Zeballos     | 7-63, 6-2         |         |
| 9.                           | 25 juli 2011     | Dortmund    | Gravel        | Dominik Meffert    | Tejmoeraz Gabasjvili Andrej Koeznetsov | 6-4, 6-3          |         |

## Resultaten grote toernooien
| Legenda | Legenda                          |
| ------- | -------------------------------- |
| g.t.    | geen toernooi gehouden           |
| l.c.    | lagere categorie                 |
| –       | niet deelgenomen                 |
| G       | uitgeschakeld in de groepsfase   |
| 1R      | uitgeschakeld in de eerste ronde |
| 2R      | uitgeschakeld in de tweede ronde |
| 3R      | uitgeschakeld in de derde ronde  |
| 4R      | uitgeschakeld in de vierde ronde |
| KF      | uitgeschakeld in de kwartfinale  |
| HF      | uitgeschakeld in de halve finale |
| F       | de finale verloren               |
| W       | het toernooi gewonnen            |
| w-v     | winst/verlies-balans             |

### Enkelspel
| Grandslamtoernooien   |                   |                   |                   |                   |                   |                   |                   |                   |                   |                 |                 |                 |                 |                 |        |
| Australian Open       | –                 | –                 | –                 | 1R                | –                 | 2R                | 2R                | 1R                | –                 | 1R              | –               | 1R              | 1R              | 1R              | 2-8    |
| Roland Garros         | 1R                | –                 | –                 | –                 | –                 | 1R                | –                 | –                 | –                 | –               | –               | 1R              | 1R              | –               | 0-4    |
| Wimbledon             | –                 | –                 | –                 | –                 | –                 | 1R                | 1R                | –                 | –                 | 1R              | –               | –               | 2R              | –               | 1-4    |
| US Open               | –                 | 2R                | –                 | –                 | –                 | 2R                | 2R                | 1R                | 1R                | 1R              | 1R              | –               | 2R              | –               | 4-8    |
| Winst-verlies         | 0-1               | 1-1               | 0-0               | 0-1               | 0-0               | 2-4               | 2-3               | 0-2               | 0-1               | 0–3             | 0–1             | 0–2             | 2-4             | 0-1             | 7-24   |
| ATP World Tour Finals |                   |                   |                   |                   |                   |                   |                   |                   |                   |                 |                 |                 |                 |                 |        |
| ATP World Tour Finals | –                 | –                 | –                 | –                 | –                 | –                 | –                 | –                 | –                 | –               | –               | –               | –               | –               | 0-0    |
| ATP Masters 1000      |                   |                   |                   |                   |                   |                   |                   |                   |                   |                 |                 |                 |                 |                 |        |
| Indian Wells          | –                 | –                 | –                 | –                 | –                 | –                 | –                 | 1R                | –                 | 1R              | 1R              | 1R              | 2R              | 3R              | 3-6    |
| Miami                 | –                 | –                 | –                 | –                 | –                 | 2R                | 2R                | –                 | –                 | 3R              | –               | –               | 2R              | –               | 3-4    |
| Monte Carlo           | –                 | –                 | –                 | –                 | –                 | –                 | –                 | –                 | –                 | –               | –               | –               | –               | –               | 0–0    |
| Rome                  | –                 | –                 | –                 | –                 | –                 | –                 | –                 | –                 | –                 | –               | –               | –               | –               | –               | 0-0    |
| Hamburg               | –                 | –                 | 2R                | –                 | –                 | –                 | 2R                | –                 | –                 | lager categorie | lager categorie | lager categorie | lager categorie | lager categorie | 2-2    |
| Stuttgart             | 1R                | –                 | geen toernooi     | geen toernooi     | geen toernooi     | geen toernooi     | geen toernooi     | geen toernooi     | geen toernooi     | geen toernooi   | geen toernooi   | geen toernooi   | geen toernooi   | 0-1             |        |
| Madrid                | geen toernooi     | geen toernooi     | –                 | –                 | –                 | –                 | –                 | –                 | –                 | –               | –               | –               | –               | –               | 0-0    |
| Montréal/Toronto      | –                 | –                 | –                 | –                 | –                 | –                 | 1R                | –                 | –                 | –               | –               | –               | –               | –               | 0–1    |
| Cincinnati            | –                 | –                 | –                 | –                 | –                 | –                 | 1R                | –                 | –                 | –               | –               | –               | –               | –               | 0-1    |
| Shanghai              | geen Masters 1000 | geen Masters 1000 | geen Masters 1000 | geen Masters 1000 | geen Masters 1000 | geen Masters 1000 | geen Masters 1000 | geen Masters 1000 | geen Masters 1000 | –               | –               | –               | –               | –               | 0–0    |
| Parijs                | –                 | –                 | –                 | –                 | –                 | –                 | –                 | –                 | –                 | –               | –               | –               | –               | –               | 0-0    |
| Olympische Spelen     |                   |                   |                   |                   |                   |                   |                   |                   |                   |                 |                 |                 |                 |                 |        |
| Olympische Spelen     | –                 | geen toernooi     | geen toernooi     | geen toernooi     | –                 | geen toernooi     | geen toernooi     | geen toernooi     | –                 | geen toernooi   | geen toernooi   | geen toernooi   | –               | g.t.            | 0-0    |
| Statistieken          |                   |                   |                   |                   |                   |                   |                   |                   |                   |                 |                 |                 |                 |                 |        |
| Totaal aantal titels  | 0                 | 0                 | 0                 | 0                 | 0                 | 0                 | 0                 | 0                 | 0                 | 0               | 0               | 0               | 0               | 0               | 0      |
| Totaal winst-verlies  | 0-4               | 2-4               | 1-6               | 1-4               | 5-4               | 10-14             | 16-26             | 4-10              | 3-4               | 12-17           | 9-13            | 2-7             | 7-14            | 2-6             | 80-138 |
| Eindejaarsranking     | 209               | 182               | 151               | 157               | 151               | 82                | 78                | 181               | 117               | 111             | 102             | 156             | 76              | 311             | n.v.t. |

### Mannendubbelspel
| Grandslamtoernooien   |                   |                   |                   |                   |                   |                   |                   |                 |                 |                 |                 |        |
| Australian Open       | –                 | –                 | –                 | –                 | 1R                | 1R                | –                 | –               | –               | 3R              | –               | 2-3    |
| Roland Garros         | –                 | –                 | –                 | –                 | KF                | 1R                | –                 | –               | –               | –               | 2R              | 4-3    |
| Wimbledon             | –                 | –                 | –                 | –                 | –                 | –                 | –                 | –               | –               | –               | –               | 0-0    |
| US Open               | –                 | –                 | –                 | –                 | 2R                | –                 | –                 | –               | 1R              | –               | 1R              | 1-3    |
| Winst-verlies         | 0–0               | 0–0               | 0-0               | 0-0               | 4-3               | 0-2               | 0-0               | 0-0             | 0-1             | 2-1             | 1-2             | 7-9    |
| ATP World Tour Finals |                   |                   |                   |                   |                   |                   |                   |                 |                 |                 |                 |        |
| ATP World Tour Finals | –                 | –                 | –                 | –                 | –                 | –                 | –                 | –               | –               | –               | –               | 0-0    |
| ATP Masters 1000      |                   |                   |                   |                   |                   |                   |                   |                 |                 |                 |                 |        |
| Indian Wells          | –                 | –                 | –                 | –                 | –                 | –                 | –                 | –               | –               | –               | –               | 0-0    |
| Miami                 | –                 | –                 | –                 | –                 | –                 | –                 | –                 | –               | –               | –               | –               | 0-0    |
| Monte Carlo           | –                 | –                 | –                 | –                 | –                 | –                 | –                 | –               | –               | –               | –               | 0–0    |
| Rome                  | –                 | –                 | –                 | –                 | –                 | –                 | –                 | –               | –               | –               | –               | 0-0    |
| Hamburg               | 1R                | –                 | –                 | –                 | –                 | –                 | –                 | lager categorie | lager categorie | lager categorie | lager categorie | 0–1    |
| Madrid                | –                 | –                 | –                 | –                 | –                 | –                 | –                 | –               | –               | –               | –               | 0-0    |
| Montréal/Toronto      | –                 | –                 | –                 | –                 | –                 | –                 | –                 | –               | –               | –               | –               | 0–0    |
| Cincinnati            | –                 | –                 | –                 | –                 | –                 | –                 | –                 | –               | –               | –               | –               | 0-0    |
| Shanghai              | geen Masters 1000 | geen Masters 1000 | geen Masters 1000 | geen Masters 1000 | geen Masters 1000 | geen Masters 1000 | geen Masters 1000 | –               | –               | –               | –               | 0–0    |
| Parijs                | –                 | –                 | –                 | –                 | –                 | –                 | –                 | –               | –               | –               | –               | 0-0    |
| Olympische Spelen     |                   |                   |                   |                   |                   |                   |                   |                 |                 |                 |                 |        |
| Olympische Spelen     | geen toernooi     | geen toernooi     | –                 | geen toernooi     | geen toernooi     | geen toernooi     | –                 | geen toernooi   | geen toernooi   | geen toernooi   | –               | 0-0    |
| Statistieken          |                   |                   |                   |                   |                   |                   |                   |                 |                 |                 |                 |        |
| Totaal aantal titels  | 0                 | 0                 | 0                 | 0                 | 0                 | 0                 | 0                 | 0               | 0               | 0               | 0               | 0      |
| Totaal winst-verlies  | 0-1               | 0-0               | 0-1               | 0-0               | 9-13              | 6-9               | 2-1               | 4-4             | 0-1             | 2-1             | 5-5             | 28-37  |
| Eindejaarsranking     | 387               | 797               | 309               | 361               | 63                | 169               | 175               | 290             | 571             | 148             | 197             | n.v.t. |